# Egon Thurn-Taxis
Egon Maxmilián z Thurn-Taxisu (německy Egon Maximilian Lamoral von Thurn und Taxis, 17. listopadu 1832 Řezno – 8. února 1892 Vídeň) byl německý šlechtic z rodu Thurn-Taxisů. Podle něho byl pojmenován slavný Taxisův příkop na Velké pardubické.

## Život
Narodil se jako syn Maxmiliána Karla z Thurn-Taxisu a jeho první manželky Vilemíny z Dörnbergu.
Po porážce rakouských vojsk Pruskem v roce 1866 přesídlil Egon Maxmilián do Pardubic, kde převzal i tamní smečku psů a pořádal s ní parforsní hony, jež zde měly tradici od 40. let 19. století. Pro tuto kratochvíli si nechal z Anglie dovézt smečku speciálních honicích psů. Součástí štvanic na jeleny byly i koňské překážkové dostihy podle anglického vzoru, z nichž se poté vyvinulo klání nazývané Velká pardubická. Její první ročník se běžel ve čtvrtek 5. listopadu 1874 od 13.30 hodin a již tehdy koně překonávali překážku nazvanou „Tribunní skok“. Patřila k nejtěžším a uvažovalo se proto o jejím zrušení. Proti tomu se však postavil Egon Maxmilián, který při diskusi s Emilem Egonem z Fürstenbergu (1825–1899) pronesl: „Jasnosti, vy ani já nebudeme už tuto překážku překonávati, a proto není důvodu, proč bychom ji měli vyřaditi a někomu ulehčovali.“ Překážka tak v kurzu dostihu zůstala a od roku 1892 se jmenuje „Taxisův příkop“.